# ناري (أرومية)
ناري هي قرية في مقاطعة أرومية، إيران. عدد سكان هذه القرية هو 698 في سنة 2006.